# Markó Jenő
Markó Jenő, 1899-ig Mandelbaum Jenő (Szatmárnémeti, 1880. július 21. – Budapest, 1956. április 10.) ügyvéd, jogi író, a jogi tudományok kandidátusa (1954).

## Életútja
Mandelbaum Sámuel kereskedősegéd és Benedikt Fáni fiaként született. Tanulmányait a Budapesti Tudományegyetemen és a Kolozsvári Magyar Királyi Ferenc József Tudományegyetemen végezte, Kolozsvárott szerezte meg jogtudományi doktori oklevelét 1904-ben. Ezután 1906-ban letette Budapesten az ügyvédi vizsgát, majd 1950-ben magántanári képesítést szerzett a jogalkalmazás tudománya tárgykörben. 1955-től a jogtudományok kandidátusa. Egyetemistaként a Galilei Kör tagja volt.
1904 és 1906 között a fővárosban volt ügyvédjelölt, majd 1906 és 1948 között ügyvédi irodájának vezetője. A Tanácsköztársaság alatt 1919 márciusától júliusig a Közoktatásügyi Népbiztosság munkatársa volt. A második világháborút követően a Könnyűvegyipari Igazgatóság, majd 1948-tól 1950-ig a Chinoin és Richter Gyógyszer- és Vegyészeti Termékek gyárának ügyvédjeként dolgozott. 1949–1952-ben a Háztartási Alkalmazottak Szakszervezete ügyvédje is volt. 1950-tól 1954-ig magántanárként működött az ELTE ÁJTK-n. 1947–48-ban a Tudományos Intézmények Kommunista Szervezete jogi csoportjának tagja, 1948-tól pedig a Magyar Jogász Szövetség Világnézeti Oktatási Bizottságának vezetője. Tagja volt az Országos Ügyvédvizsgáló Bizottságnak és az Ügyvédi Kamarák Országos Bizottsága fegyelmi fellebbezési bíróságának.
A polgári és a szocialista jogalkalmazás összehasonlításával, elméleti kérdéseivel, az általános jogalkalmazás és az alkotmány összefüggéseivel foglalkozott. A második világháborút követően fontos szerepe volt a marxista-leninista jogalkotás kidolgozásában, valamint annak ideológiai megindokolásában.
Halálát tüdőgyulladás okozta. 1907–1913 között Benedikt Margittal élt házasságban. Második felesége Szemere (szül. Kohn) Margit volt, akivel 1938. május 18-án kötött házasságot Budapesten, a Terézvárosban.

## Főbb művei
- Aktuális gondolatok a közigazgatás reformjához. Tanulmány. (Kalocsa, 1927)
- Az optánsok pere Románia ellen. (Magyar Szemle, 1927)
- A Nemzetek Szövetsége és a magyar–román optáns per. Tanulmány. (Budapest, 1928)
- A perköltség viselése kérdésének történelmi kialakulása és az ítélkezés. Tanulmány. (Budapest, 1931)
- A polgári jogi ítélkezés múltja és jelene. Monográfia. (Budapest, 1932)
- A jogalkalmazás tudományának alapjai. Monográfia. (Magyar Jogászegylet Könyvtára. 17. Budapest, 1936)
- A modern agrárközigazgatás Magyarországon. Tanulmány. (Budapest, 1936)
- Az állam és jog egyidejű keletkezésének elmélete. – Harc a marxi–lenini elmélet tisztaságáért a jogtudomány terén. (Jogtudományi Közlöny, 1949)
- Az állam- és jogelmélet az alkotmányban. (Jogtudományi Közlöny, 1949; és önállóan: A Magyar Jogász Szövetség szemináriumi füzetei. Budapest, 1950)
- A marxista-leninista jogalkalmazás főkérdéseiről. (Jogtudományi Közlöny, 1952)
- A marxista-leninista jogalkalmazás alapvető kérdései. Monográfia és kand. értek. is. (Budapest, 1954)
- A valószínűség szerepe a bírói jogalkotásban. (Jogtudományi Közlöny, 1956).